# Александров, Пётр Степанович
Александров Пётр Степанович (1 /13 января/ 1854 г. — после июля 1917 г.) — генерал-майор, начальник Жандармского управления Влоцлавского и Немаевского уездов, Жандармского управления Влоцлавского, Немаевского и Гостынского уездов, Жандармского управления Варшавского, Новоминского и Радиминского уездов, Казанского губернского жандармского управления, Плоцкого губернского жандармского управления, Пермского окружного эвакуационного пункта.

## Происхождение, образование, служба в армии
П. С. Александров происходил из дворян Харьковской губернии, православного вероисповедания.
Окончил курс в Чугуевском юнкерском пехотном училище (по второму разряду).
В службу П. С. Александров вступил 27 октября (8 ноября) 1870 г. в Елецкий 33-й пехотный полк унтер-офицером «с выслугою 3-х месяцев за рядового». 21 февраля (4 марта) 1872 г. он был переведён в Козловский 123-й пехотный полк, 1 (13) сентября 1873 г. — командирован в Чугуевское юнкерское пехотное училище. С 29 июня (11 июля) 1874 г. — портупей-юнкер.
16 (28) июля 1874 г. П. С. Александров был переведён в 3-й стрелковый батальон.
С 20 декабря 1874 г. (1 января 1875 г.) — прапорщик, с 28 мая (9 июня) 1875 г. — подпоручик (со старшинством с 3 /15/ апреля 1875 г.). 15 (27) июля 1875 г. его назначили и.д. заведующего батальонным лазаретом (заведовал таковым до 17 /29/ января 1878 г.). Вскоре П. С. Александров получил чин поручика.

## Служба в жандармерии
Жандармскую службу П. С. Александров начал 17 (29) декабря 1877 г., будучи прикомандирован к Варшавскому жандармскому дивизиону «для испытания по службе и перевода впоследствии в оный». С 9 (21) ноября 1878 г. по 18 (30) мая 1879 г. и с 15 (27) февраля по 13 (25) августа 1880 г. П. С. Александров состоял членом дивизионного суда.
12 (24) марта 1884 г. он был назначен адъютантом Ломжинского губернского жандармского управления, 21 сентября (3 октября) 1884 г. — адъютантом Келецкого губернского жандармского управления.
Приказом по Отдельному корпусу жандармов (ОКЖ) № 99 от 18 (30) ноября 1886 г. П. С. Александрова назначили и.д. начальника Жандармского управления Велюнского и Серадзского уездов.
5 (17) апреля 1887 г. «за отличие по службе» он был произведён в штабс-ротмистры, затем — «на вакансию» — в ротмистры («с утверждением в настоящей должности» 30 августа /11 сентября/ 1888 г.).
Приказом по ОКЖ № 94 от 16 (28) сентября 1894 г. П. С. Александров был назначен начальником Жандармского управления Влоцлавского и Немаевского уездов, приказом по ОКЖ № 92 от 5 (17) октября 1895 г. — начальником Жандармского управления Влоцлавского, Немаевского и Гостынского уездов.
26 февраля (10 марта) 1898 г. Высочайшим приказом он был произведён «на вакансию» в подполковники.
Приказом по ОКЖ № 24 от 24 марта (5 апреля) 1899 г. П. С. Александров был назначен начальником Жандармского управления Варшавского, Новоминского и Радиминского уездов.
6 (19) декабря 1904 г. — Высочайшим приказом произведён в полковники.
7 (20) июня 1905 г. — приказом по ОКЖ за № 75 — П. С. Александров был назначен начальником Казанского губернского жандармского управления.
Приказом по ОКЖ № 177 от 16 (29) декабря 1905 г. — назначен начальником Плоцкого губернского жандармского управления.
В 1909 г. он был уволен от службы с мундиром и пенсией.

## Служба в период Первой мировой войны
После начала Первой мировой войны П. С. Александров был возвращён на службу.
С 16 (19) декабря 1914 г. он являлся начальником Пермского окружного эвакуационного пункта.
В дальнейшем — был произведён в генерал-майоры.
Уволен от службы за болезнью 24 июля 1917 г.

## Награды
По состоянию на конец 1905 г., П. С. Александров был награждён орденами: Святого Станислава 2-й (14 /27/ апреля 1902 г.) и 3-й (17 /29/ апреля 1894 г.) степеней, Святой Анны 3-й степени (18 /30/ апреля 1899 г.), а также серебряной медалью «В память царствования в Бозе почивающего Императора Александра III».

## Семья
Известно, что, по состоянию на конец 1905 г., П. С. Александров был женат на дочери полковника Подвербного Ольге Владимировне (православного вероисповедания), детей не имел.